# Фиксация
Фиксацията е термин от психоанализата, дефиниран от Зигмунд Фройд през 1905, за да обозначи упоритостта на анахронични сексуални особености. Фройд нарича фиксация на влечение факта, че влечението се забавя на определена фаза от психосексуалното развитие. Например дете, на което са давали да суче след нормалните граници, трудно ще надмине оралния стадий, който му е бил приятен. Той го изоставя със съжаление и всеки път, когато претърпи неуспех, несъзнавано се стреми да пресъздаде въображаемо миналите условия, към които изпитва носталгия.

## Постфройдиански психоаналитици
За Мелани Клайн фиксацията на либидото в определен етап на развитие е вече ефект на един патологичен процес. Тя смята, че „фиксация, която води до симптом е била вече по пътя към сублимацията, но е отрязана, пресечена в това от репресия/потискане“.